# Túatha Dé Danann
Die Túatha Dé Danann [ˈt̪ˠuːahə dʲeː ˈd̪ˠan̪ˠən̪ˠ] (Das Volk der Danu) sind nach dem Lebor Gabála Érenn („Das Buch der Landnahmen Irlands“) ein Volk (tuath), das von der Göttin Danu abstammen soll. Das im 11. Jahrhundert verfasste Lebor Gabála Érenn, eine mittelirische Sammlung folkloristischer Texte, beschreibt die Entstehung dieses Volks und seine Invasion Irlands. Dieses Buch der Invasionen wurde unter anderem um 1634 von Seathrún Céitinn für seine Geschichte Irlands (Foras feasa ar Éirinn) benutzt; damit wurden die Túatha Dé Danann und die anderen Völker, die angeblich nacheinander Irland besiedelten, in die Geschichtsschreibung der Neuzeit übernommen.

## Ursprung
Die Aufzeichnungen über die Túatha Dé Danann stammen aus dem Mittelalter. Im Leabhar breathnach annso sis, der irischen Version der Historia Brittonum („Geschichte der Briten“) von Nennius wird die Bezeichnung Túatha Dé Danann mit Plebes Deorum, „Völker der Götter“, übersetzt. Meist wird es mit „Volk der Göttin Danu“ übersetzt. Wie alt diese Bezeichnung ist, ist unklar.
Den Legenden nach waren die Túatha Dé Danann Anhänger von Nemed, welche sich nach der letzten Schlacht zwischen den Nemediern und Formoren in die vier Ecken der Welt verstreut hatten. Sie kamen aus dem Norden oder aus Griechenland, wo sie die Magie erlernt hatten.

## Vier
Die Zahl vier scheint eine besondere Bedeutung gehabt zu haben, sie betrachteten die Welt als Quadrat. An den Seiten des Quadrates lagen die vier Städte der Tuatha De Danann: Falias im Norden, Gorias im Osten, Finias im Süden und Murias im Westen. In jeder Stadt (hier besteht vermutlich ein Zusammenhang mit den vier klassischen Provinzen Irlands) unterrichtete ein weiser Mann in Wissenschaften und verschiedenen Künsten: Morfessa in Falias, Esras in Gorias, Uscias in Finias und Semias in Murias.

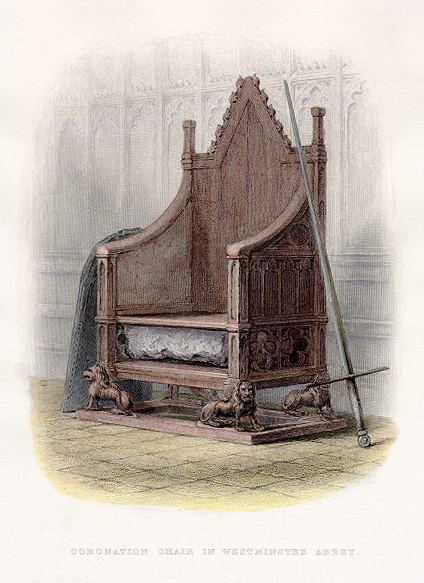
Stein von Scone in der Westminster Abbey

Sie besaßen vier mächtige Glücksbringer:
- den Stein von Falias (Lia Fáil), einen magischen Stein, der vor Freude aufschrie, wenn der wahre König von Irland seine Füße gegen ihn hielt. Dieser Stein soll bis in die Zeit Conchobhar Mac Nessas funktioniert haben. Dem Stein wird außerdem nachgesagt, dass er die Oberherrschaft von jemandem schottischen Blutes (Milesiern) anerkennt. Er wurde nach Schottland verbracht und lag als Stein von Scone in der dortigen Abtei, bis Edward I. ihn als Kriegsbeute nach England mitnahm. 1996 wurde der Stein nach 700 Jahren in einer feierlichen Zeremonie zurück nach Schottland ins Schloss von Edinburgh gebracht.
- das Schwert des Nuada aus Gorias
- den Speer des Lugh aus Finias
- den Kessel des Dagda aus Murias[7]

## Die Invasion Irlands
Am 1. Mai, zum späteren Fest des Beltane, kehrten die Túatha Dé Danann nach Irland zurück. Sie landeten umhüllt von schwarzen Wolken am Sliabh-an-Iarainn im County Leitrim in der Provinz Connacht, wo auch Magh Rein, ein mythischer Ort der keltischen Anderswelt, gelegen haben soll; durch den Schutz ihrer magischen fíth-fáth-Wolken, die drei Tage lang die Sonne mit Dunkelheit bedeckten, wurden sie von den einheimischen Firbolg nicht bemerkt. Als sie Irland erreicht hatten, verbrannten sie ihre Schiffe.
Am Berge angekommen verlangten sie von den Firbolg, sich zu ergeben und sie als Herrscher anzuerkennen, oder gegen sie zu kämpfen. Die Firbolg kämpften gegen die Invasoren in einer Schlacht, die als die Schlacht vom südlichen Mag Tuired, auch erste Schlacht bezeichnet wird. Die Túatha Dé Danann gewannen diesen Kampf und Tausende Firbolg fielen. Aber in der Schlacht verlor König Nuada seinen rechten Arm und musste deswegen die Krone niederlegen.
Die nächsten sieben Jahre führte Bress die Gruppe, während Dian Cecht und Credne für Nuada einen silbernen Arm herstellten, welchen er bis in die Fingerspitzen bewegen konnte. Aber erst als Dian Cechts Sohn Miach mit Hilfe seiner Schwester Airmed Nuada einen neuen Arm anwachsen lassen konnte, herrschte er nun wieder.
Die Schlacht vom nördlichen Mag Tuired, auch zweite oder große Schlacht genannt, führte die Túatha Dé Danann gegen die Fomori, welche von den Firbolg unterworfen worden waren und eine friedliche Koexistenz mit ihnen geführt hatten. In dieser Schlacht starb Nuada durch den Bösen Blick des Balor. Nach dem Tod des Königs erklärte sich Lugh zum Herrscher und tötete seinen Großvater Balar mit einem Schleuderstein. Lugh herrschte 40 Jahre lang. Die Túatha Dé Danann insgesamt herrschten 197 Jahre lang.

## Der Fall
Als die Milesier (auch Kinder von Miled genannt) in Irland landeten, versuchten die Túatha Dé Danann, sie mit Magie zu vertreiben. Obwohl viele Milesier ertranken, gingen sie dennoch mit Hilfe des Druiden Amergin an Land.
Die drei Schwestern Fodla, Banba und Eri waren die Frauen der drei Söhne Kermads, welche im jährlichen Turnus über Irland herrschten, wobei Irland nach der Frau des jeweiligen Königs benannt wurde. Die Milesier marschierten nach Tara und forderten dort die Söhne Kemnads heraus. Alle Magie half den Tuatha De Danann nicht, die Milesier landeten unter großen Verlusten noch einmal. Drei Tage nach der zweiten Landung trafen die Milesier auf Eri und ihre Truppen bei den Sliabh-Mis-Bergen. Eri wurde vernichtend geschlagen und floh. Die Milesier marschierten daraufhin nach Tailtiu (Teltown), einer Stadt im County Meath. Dort trafen sich die Heere und die Tuatha De Danann wurden vernichtend geschlagen.
Durch die Niederlage waren die Túatha Dé Danann gezwungen, sich unter der Führung von Dagda in die Sidhe-Hügel zurückzuziehen. Zuerst wurden nur die Hügel Sidhe genannt, später wurden auch die Tuatha De Danann Aes Sídhe genannt, Leute aus den Hügeln. Andere Legenden berichten, dass sie nach Tír na nÓg, dem Land der ewigen Jugend gingen.

## Götter und Sagengestalten im Mythos der Túatha Dé Danann
- Abarta
- Abhcan
- Aillén
- Airmed
- Angus
- Bé Chuma
- Bodb Dearg
- Brigid
- Cian
- Cliodhna
- Creidhne
- Cridenbél
- Dagda
- Delbaeth
- Dian Cecht
- Easar Breac
- Étaín
- Fand
- Flidais
- Goibniu
- Lir
- Lugh
- Luchtaine
- Manannan
- Midir
- Morrígan
- Nuada
- Ogma